# Eiserfelder Hütte

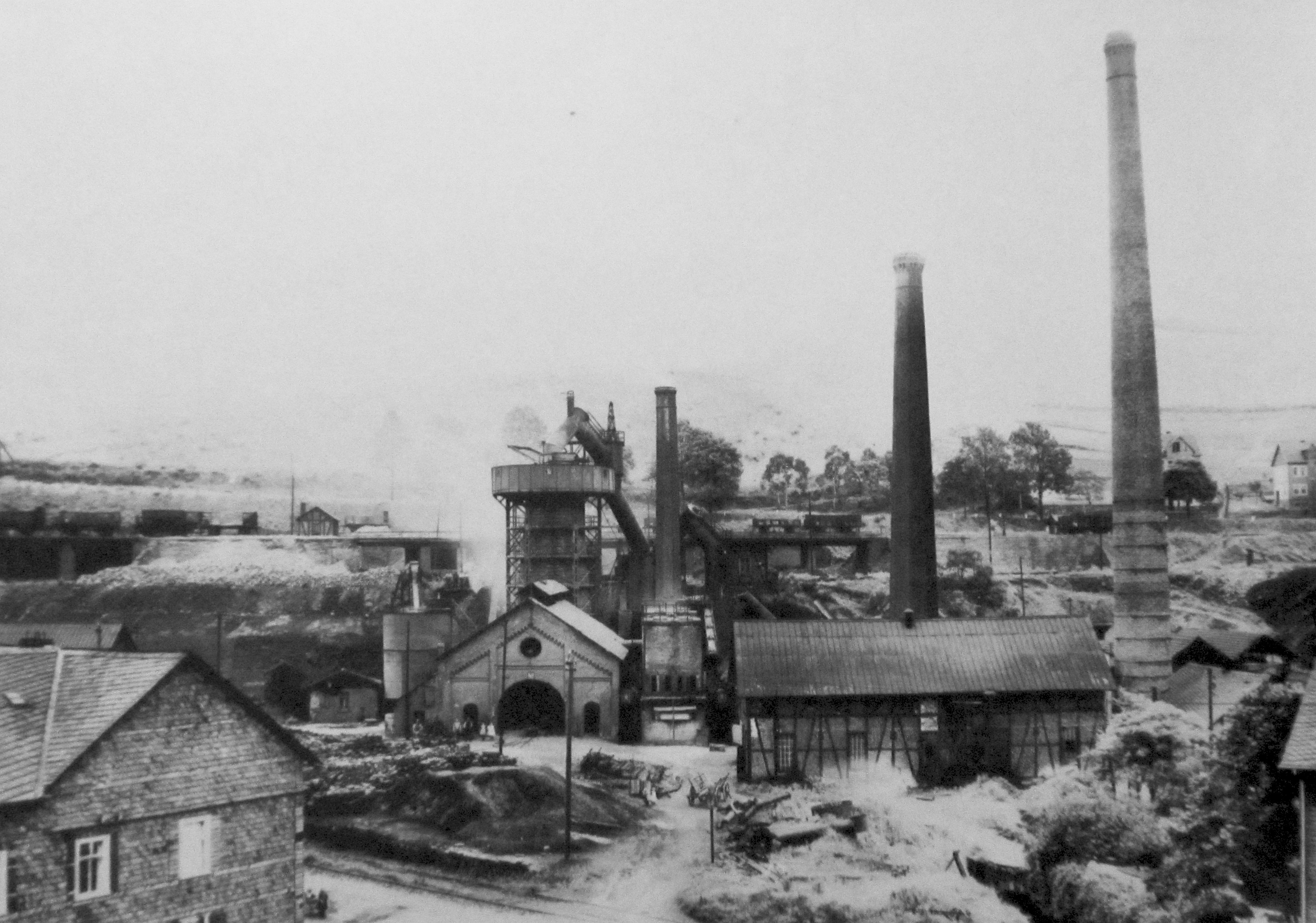
Die Eiserfelder Hütte um 1900, fotografiert von Peter Weller (1868–1940)

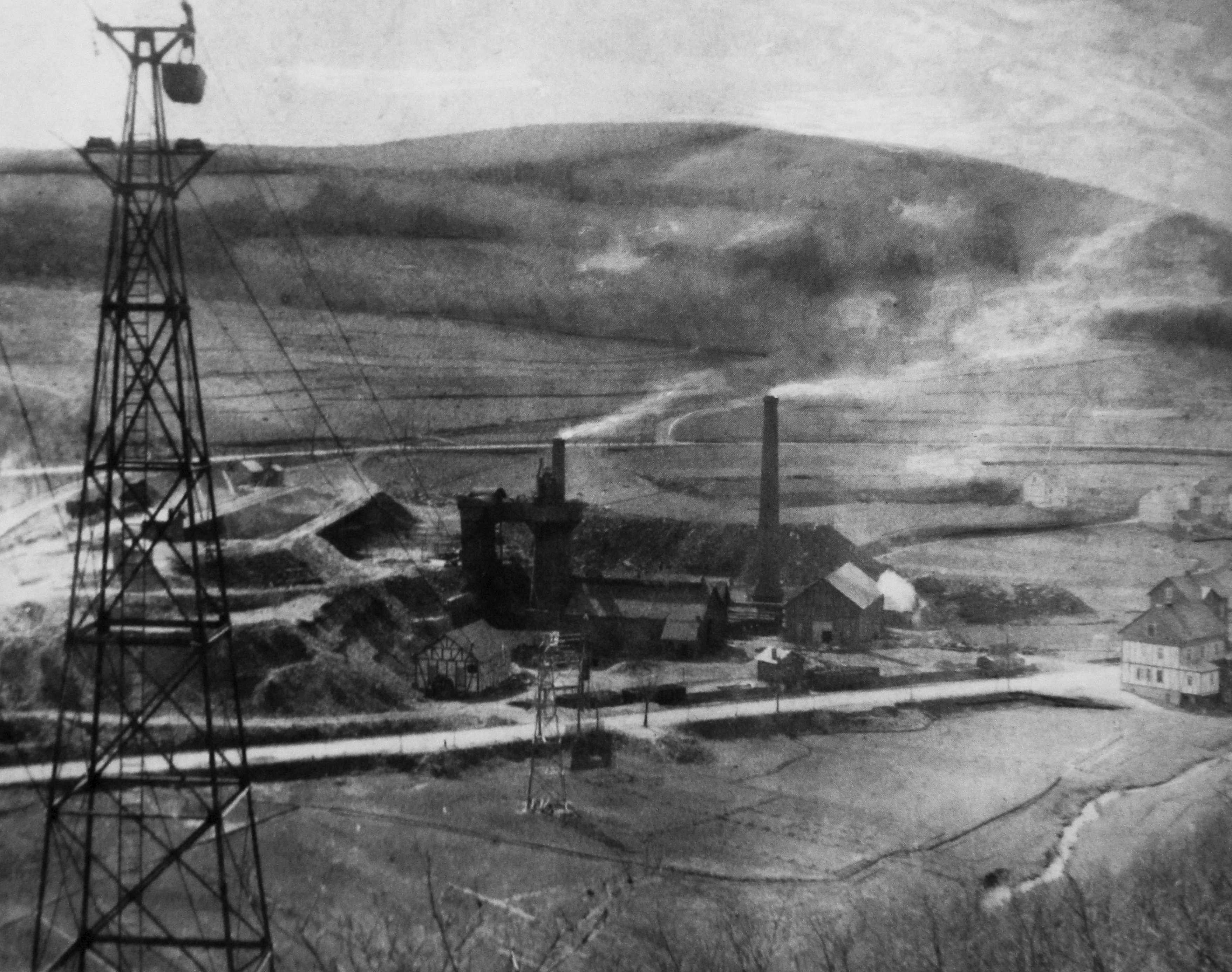
Eine der ältesten Aufnahmen der Eiserfelder Hütte aus dem Jahr 1870

Die Eiserfelder Hütte war eine von zwei Eisenhütten im Ortsgebiet von Eiserfeld im Kreis Siegen in Nordrhein-Westfalen.

## Geschichte
Im Jahr 1444 wurden in einer Renteirechnung der Grafschaft Nassau vier Hütten „uff der Ysern“, also am Eisernbach gelegen, genannt. Die erste schriftliche Erwähnung der Eiserfelder Hütte geht allerdings erst auf das Jahr 1463 zurück.
1847 wurde die Hütte komplett umgebaut, sie erhielt ein modernes Zylindergebläse. Bereits 1856 wurde ein Dampfgebläse gekauft. Zehn Jahre später wurde die Hütte komplett modernisiert und erweitert. Durch die Gewerkschaft Güthing & Co. wurde ein neuer Hochofen mit Winderhitzern, eine Dampfkesselanlage und eine Gebläsemaschine gebaut. Durch den Dauerbetrieb der Hütte mangelte es schnell an Platz zum Abladen der Schlacke. Die Gewerken der Hütte pachteten daher ein großes Haubergsstück gegenüber der Hütte und beförderten die Schlacke dorthin. Diese Halde ist heute noch gut sichtbar. Eine starke Belebung im Hüttenbetrieb entstand nach dem Bau der Eisern-Siegener Eisenbahn und dem Anschluss der Hütte an diese im Jahr 1883.
1913 wurde sie in eine Aktiengesellschaft umgewandelt. Am 1. Juli 1918 kauften die Kölsch-Flözer-Werke in Siegen den Hüttenbetrieb auf. Zwischen 1923 und 1937 konnte die Hütte aufgrund Absatzmangels nicht betrieben werden. Trotz des Stillstandes wurde weiter investiert, 1925/26 wurde ein Turbogebläse installiert. 1935 ging die Hütte an die Siegener Firma Gontermann-Peipers AG über. Am 18. Januar 1937 wurde mit Instandsetzungsarbeiten begonnen, am 3. Juni desselben Jahres wurde der Hochofen wieder angeblasen. Gegen 21 Uhr konnte der erste Hochofenabstich erfolgen.
Nach dem Zweiten Weltkrieg kam der Hüttenbetrieb erneut zum Erliegen. Erst 1948 konnte der Hochofen wieder angeblasen werden. Zwei Jahre später wurde die Eiserfelder Hütte GmbH gegründet, die ab 1951 die Hainer Hütte pachtete und mit betrieb.  Dort wurde in den Jahren 1954/55 die erste Gießmaschine für Siegerländer Spezialroheisen gebaut. 1957 ging die Firma an die Gebrüder Klüser aus Wuppertal über. Zu dieser Zeit hatten die Werke in Eiserfeld und Hain zusammen rund 240 Mitarbeiter. In den Jahren 1958 und 1959 erfolgten Umbau und Modernisierung der Hütte. Zu diesem Zweck wurde die Hütte komplett stillgelegt. Aus dem Umbau ging die zu diesem Zeitpunkt modernste Hüttenanlage Europas hervor.
1962 konnte der Hochofen wieder angeblasen werden. Die Hainer Hütte wurde zwischenzeitlich komplett stillgelegt. Nach der Stilllegung der letzten siegerländer Grube im Jahr 1965 trat in der Eiserfelder Hütte kein Rückgang in der Produktion auf. Nach Versuchen erprobtes aus dem Ruhrgebiet beschafftes sowie im Lahn-Dill-Gebiet gefördertes Erz wurden weiterhin verhüttet. Nach der Modernisierung der Anlagen konnte man die Tagesleistung von 60 auf ca. 120–150 Tonnen mit insgesamt 42 Beschäftigten steigern. Im Jahr 1972 zwangen die gestiegenen Frachtkosten und die bereits erfolgte Einstellung der Bedienung über die Schienen der ehemaligen Eisern-Siegener Eisenbahn zur Einstellung des Hüttenbetriebs. Am 23. Februar 1972 wurde die zuletzt 38 Mitarbeiter zählende Hütte stillgelegt. Sie besaß zwei Stauwerke im Eisernbach und einen eigenen Hüttenteich.